# Poppenwald

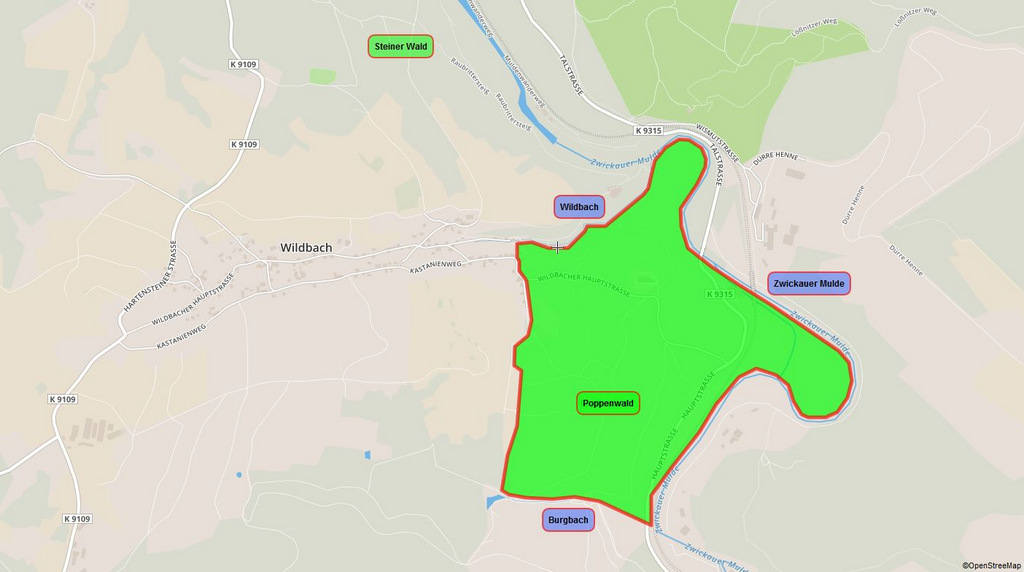
Gebiet des Poppenwaldes bei Wildbach

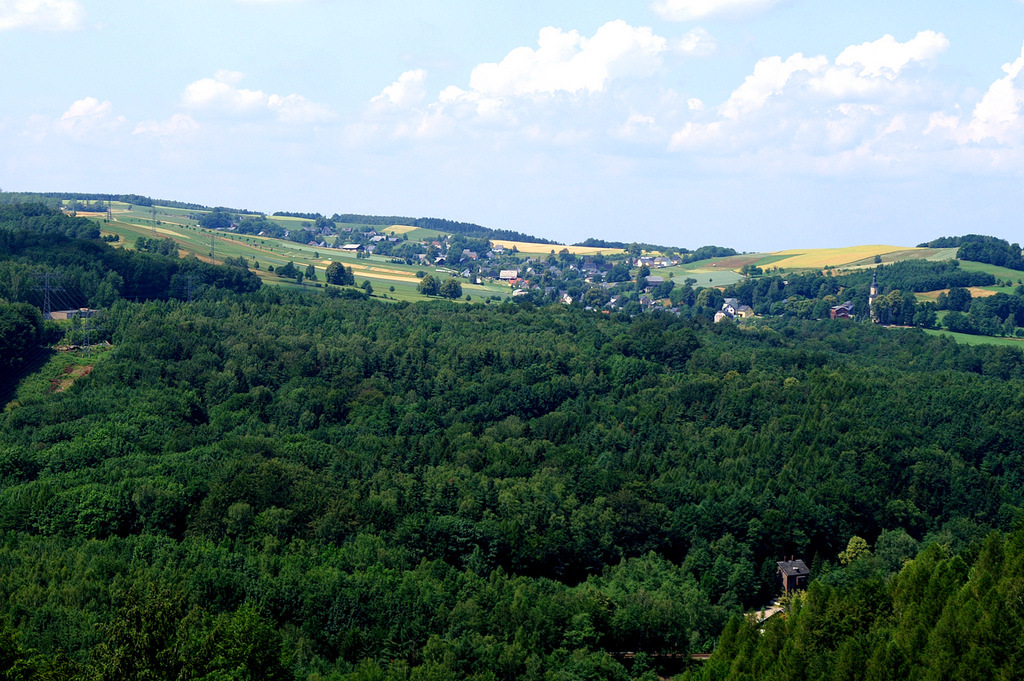
Blick von der Dürren Henne Alberoda auf das Poppenholz und Wildbach

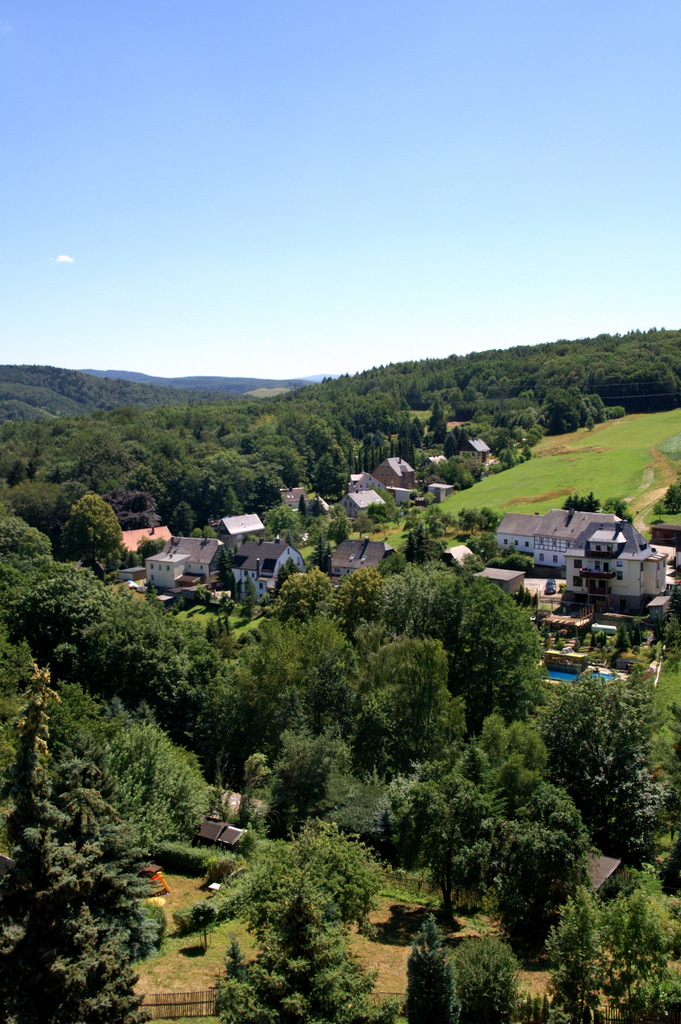
Blick vom Kirchturm der Wildbacher Straße auf die Häuserzeile am Poppenholz

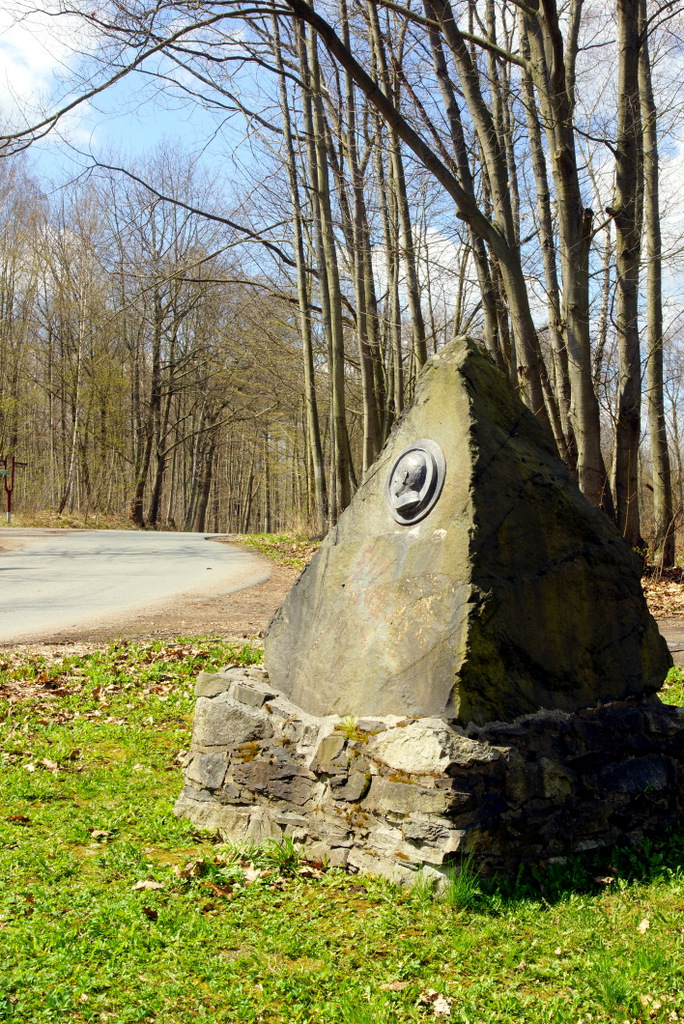
Bismarck-Gedenkstein im Poppenholz

Der Poppenwald (früher: Poppenholz) bildet ein Waldgebiet im Westerzgebirge.

## Abgrenzung
Der Poppenwald bedeckt den nordwestlichen Teil des Altlandkreises Aue-Schwarzenberg. Begrenzt wird das Waldgebiet im Norden durch die Stadt Hartenstein und im Süden durch den Kurort Bad Schlema. Die Verbindungsstraße von Hartenstein nach Aue sowie die Bahnstrecke Schwarzenberg–Zwickau durchqueren den Poppenwald im Tal der Zwickauer Mulde.
Die heute als Poppenwald bekannte Landschaft wird begrenzt vom Bachlauf des Wildbachs, der aus dem gleichnamigen Dorf in die Zwickauer Mulde fließt, vom Burgbach (heute: Bohrbach) an der Grenze zu Niederschlema, und der Zwickauer Mulde. An diesen grenzen der Hartensteiner Forst sowie das am linken Ufer gelegene Forstrevier Stein (Steinwald). Der Hartensteiner Forst bedeckt den gesamten linken Talhang der Zwickauer Mulde zwischen Niederschlema und dem Dorf Wildbach.

## Geografie
Zentrales Gewässer ist die tief eingeschnittene Zwickauer Mulde. Der Fluss wird oberhalb der Burg Stein aufgestaut. Ein weiteres Wehr befand sich unterhalb der Isenburg, wurde aber durch ein Hochwasser zerstört und ist kaum noch erkennbar. Große Teile des Poppenwaldes bilden ein Natur- oder Landschaftsschutzgebiet. Hier dominieren naturnahe Buchenmischwälder mit altem Baumbestand und hohem Totholzanteil. Neben Rot- und Schwarzwild sind zahlreiche Vogel- und Kleintierarten heimisch. Offene Felsbildungen, Steilhänge sowie trockenwarme und schattig-feuchte Standorte prägen das abwechslungsreiche Geländeprofil und führen zur Herausbildung einer artenreichen Flora. Hervorzuheben sind tief eingeschnittene Kerbtäler, wie das Tieftal, das Ottertal oder der Bärengrund. Hier wurde im Jahre 1749 der letzte Braunbär erlegt.

## Geschichte
Es kursiert die Annahme, dass der Name sich aus dem niederdeutschen Wort Pfaffe ableitet, da sich der Wald in Kirchenbesitz befindet. Dies scheint aber nicht zuzutreffen, da bereits im Jahre 1478 der Ritter Martin von Römer der Amtshauptmann zu Zwickau, welcher dieses Waldgebiet von den Herren von Schönburg erkauft hatte, der Wald schon als Poppenholz bezeichnet wurde. Den oberen Teil des Waldes schenkte von Römer gleich dem Hospital in Zwickau und 30 Jahre später erwarb die Zwickauer Kirche den Rest des Poppenholzes.
Im gesamten Gebiet sind Zeichen Jahrhunderte währender Bergbautätigkeit zu finden. Reste verfallener Mundlöcher und Schieferhalden belegen, dass der Untergrund lange Zeit nach Bodenschätzen durchsucht wurde. Als mineralogische Seltenheit für das Erzgebirge gilt der Abbau von Zinnober, das der Quecksilbergewinnung diente. Die wenig ergiebigen Lagerstätten waren aber schon frühzeitig erschöpft. Als letzter Bodenschatz wurde bis Anfang der 1990er Jahre Uranerz abgebaut. Der bis 1990 aktive Schacht 371 war mit einer Teufe von über 1800 Metern zeitweise der tiefste Europas. In den 1990er Jahren war er auch Besuchern zugänglich. Der ausschließlich dem Berufsverkehr des Bergwerkes dienende und heute aufgegebene Haltepunkt an der Bahnstrecke Schwarzenberg–Zwickau hatte den Namen Poppenwald. Die Gruben sind heute geflutet, die Abraumhalden begrünt und kaum mehr als solche zu erkennen.
Ab den 1990er Jahren wurde im Poppenwald nach Kunstschätzen gesucht, die dort am Ende des Zweiten Weltkriegs in verlassenen Stollen versteckt worden sein sollen. Der Schatzsucher Dietmar B. Reimann mutmaßte in mehreren Büchern, dass der Poppenwald ein mögliches Versteck des Bernsteinzimmers sein könnte, blieb bei verschiedenen Suchaktionen jedoch erfolglos. Die Zwickauer Kirchgemeinde als Besitzer des Waldes untersagte 2010 weitere Grabungen.

## Tourismus
Der Poppenwald ist ein beliebtes Naherholungsgebiet. Zahlreiche Wanderwege verbinden historische Bauten und Ausflugsgaststätten. Bekannte Sehenswürdigkeiten sind die Burg Stein und die Prinzenhöhle, beide spielten eine wichtige Rolle während des Sächsischen Prinzenraubes. Außerdem befinden sich die Ruinen des Hartensteiner Schlosses und der Isenburg in der näheren Umgebung. Den Bismarck-Gedenkstein, den Lorenz-Gedenkstein und die Radium-Quelle findet man direkt im Waldgebiet.

## Galerie

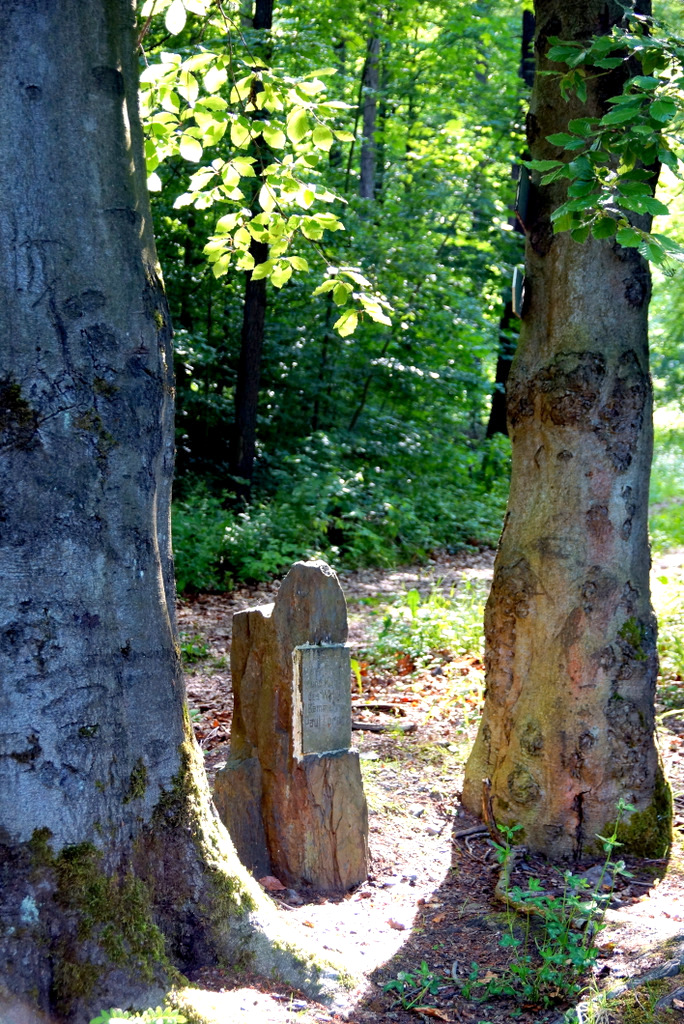
Lorenz-Gedenkstein im Poppenholz
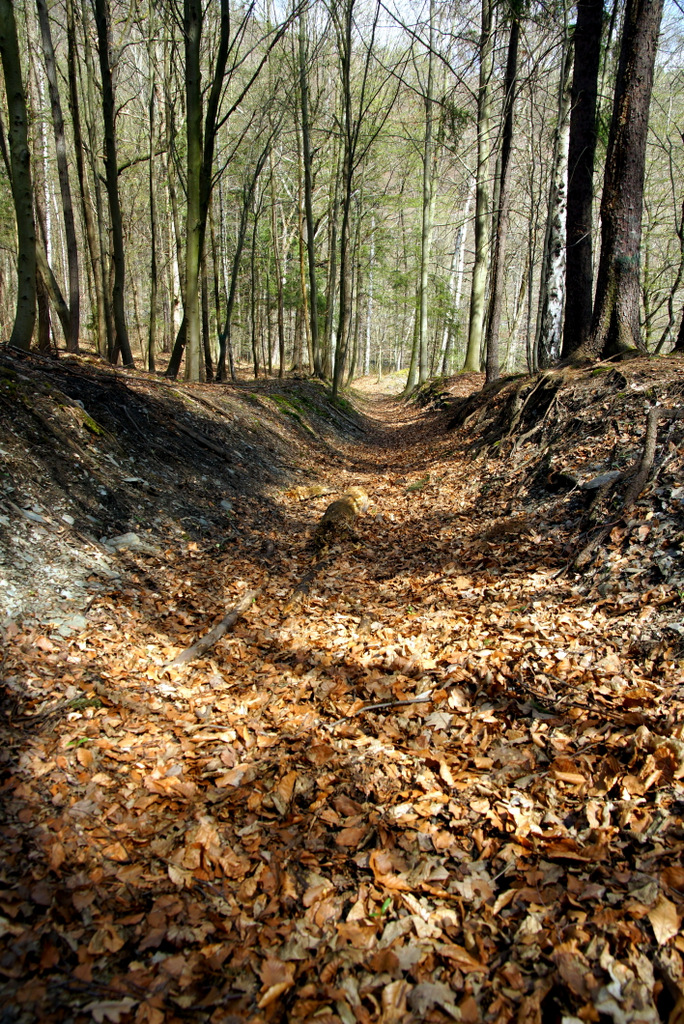
Ältester Hohlweg zur Zwickauer Mulde im Poppenholz der Stoll
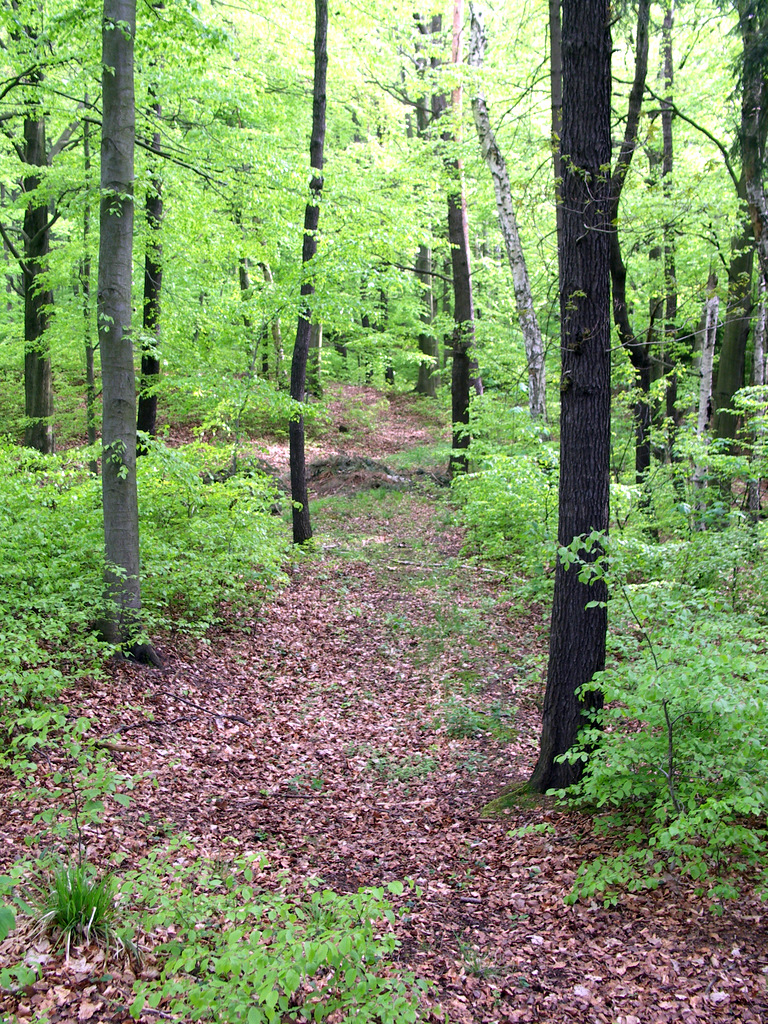
Waldweg im Poppenholz
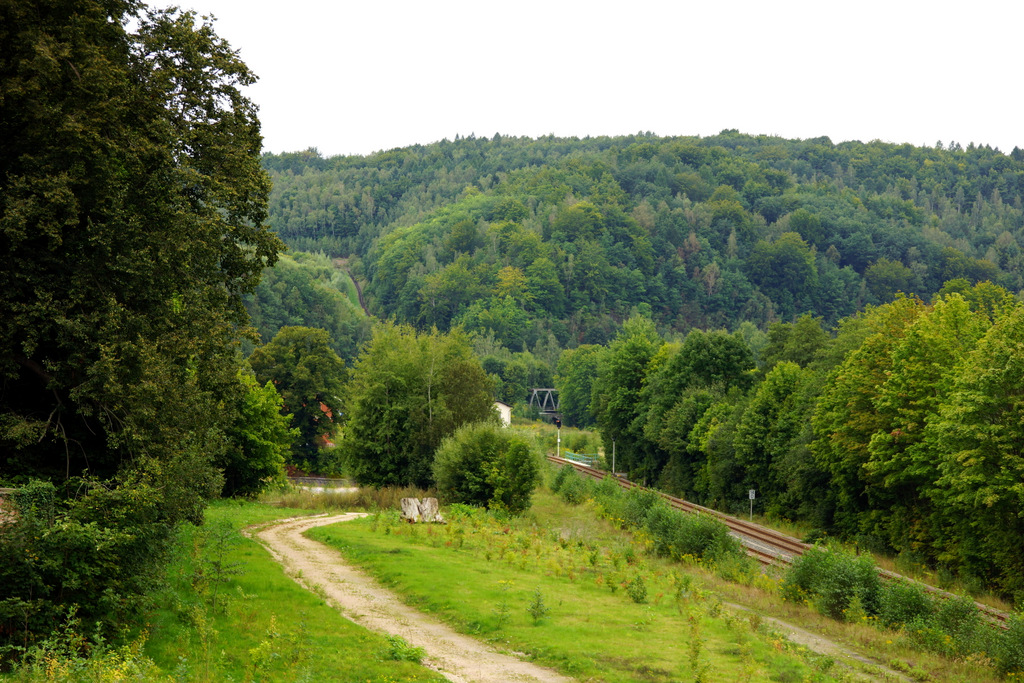
Blick auf den Poppenwald von Niederschlema
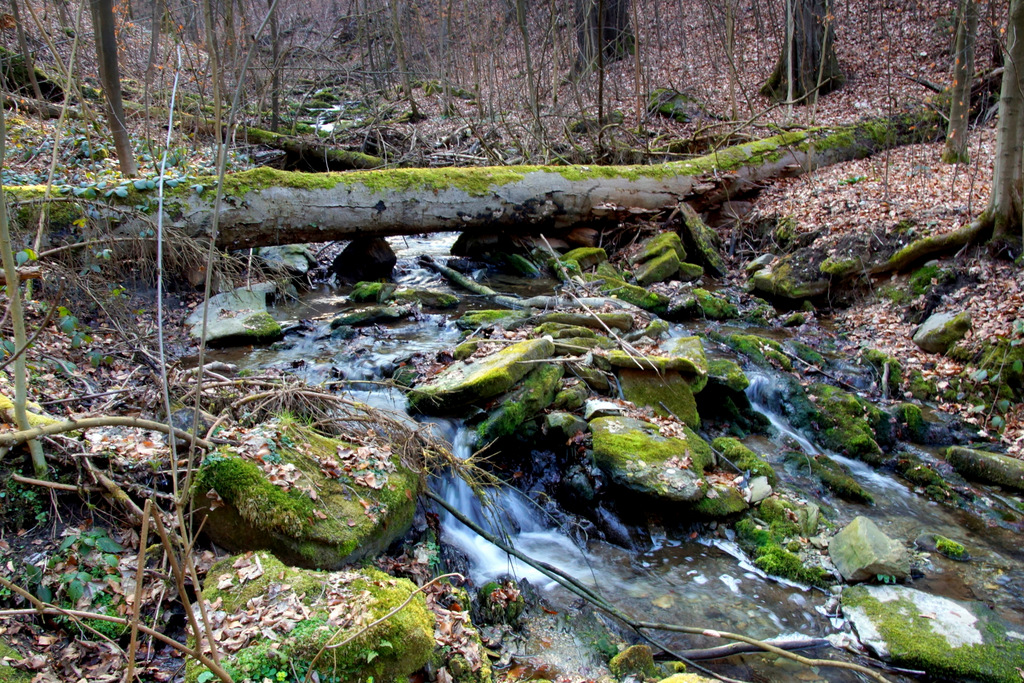
Bachlauf des Wildbach nahe der Zwickauer Mulde
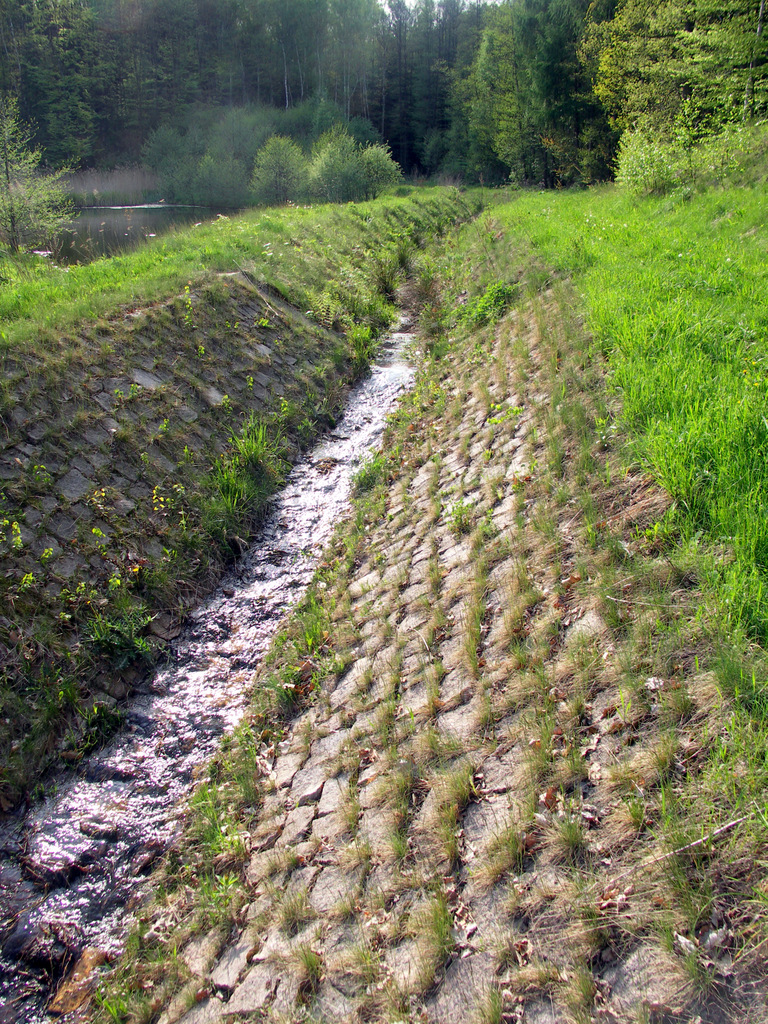
Bachlauf des Burgbach – auch Bohrbach – Grenzbach des Poppenholzes